# 30325 Reesabpathak
30325 Reesabpathak è un asteroide della fascia principale. Scoperto nel 2000, presenta un'orbita caratterizzata da un semiasse maggiore pari a 2,6025980 UA e da un'eccentricità di 0,0262188, inclinata di 8,99143° rispetto all'eclittica.